# Annemarie Renger
Annemarie Renger-Longarević (7 de outubro de 1919, Leipzig, Alemanha - 3 de março de 2008, Remagen, Alemanha), também conhecida como Annemarie Wildung foi uma político alemã.